# Lago Largo
En el universo ficticio de J. R. R. Tolkien, el Lago Largo era el lago más grande de la Tierra Media y sus aguas son escenario de parte de la acción narrada en la novela El hobbit y de otros hechos de la Tercera Edad.

## Geografía ficticia
El Lago Largo era llamado así por su gran extensión longitudinal. Ubicado en el norte de la Tierra Media, sus principales afluentes son el Río del Bosque que desembocaba en la orilla oeste del lago en lo que se conocía como «la Puerta del Río»; y el Celduin o «río Rápido» que desaguaba en el norte del lago, tras atravesar un desfiladero entre colinas bajas. El Lago Largo se extendía de norte a sur por muchas millas tanto que, según Bilbo, era «[...] tan ancho que las márgenes opuestas asomaban apenas a lo lejos, y tan largo que no se veía el extremo norte, que apuntaba a la Montaña [...]». Es probable que en tiempos remotos el lago haya sido un profundo valle de piedra, dadas las características morfológicas de esa parte de Rhovanion y que se cubrió de agua por un cataclismo o por un aumento en los caudales de sus afluentes. En el extremo sur el Lago largo vertía sus aguas en unas altas cascadas y continuaba hacia el sudoeste como río Celduin.

## Historia ficticia
Al formar parte del sistema fluvial «Celduin-Carnen» el lago era una vía de comercio de suma importancia, por el que barcos y grandes botes o almadías lo surcaban repletos de mercaderías o, como se dice en El hobbit, con tropas y petrechos militares, con el que Gondor mantenía la seguridad de la región entre los años 580 y 1850 T. E. Además, en el extremo noroeste del lago se emplazaba la ciudad de los Hombres del Lago, llamada Esgaroth, siendo esta el principal centro comercial de la región.
La ciudad de Esgaroth fue destruida por el dragón Smaug en 2941 T. E. El dragón resultó muerto, finalmente, por una mortífera flecha lanzada por Bardo el Arquero y su enorme cuerpo se hundió en las aguas del Lago Largo y sus restos podían verse, todavía muchos años después, en las épocas de bajantes del Lago.